# Ishbi-Irra
Ishbi-Irra was koning van Isin van ca. 2017 tot 1985 v.Chr.

## Levensloop
Ishbi-Irra was de grondlegger van het onafhankelijke koninkrijk Isin en begon zijn loopbaan als gouverneur van de stad onder de zwakke leiding van Ibbi-Sin, de laatste vorst van Ur III. Ibbi-Sin belastte hem met de aankoop van graan voor een aantal van zijn steden, maar Ishbi-Irra besloot de waren naar zijn eigen stad Isin te brengen en niet naar Ur omdat zelfs de hoofdstad niet veilig was voor aanvallen van de Amorieten en Elamieten. Hij eiste dan ook van zijn leenheer dat hij aangesteld zou worden om verder de graanvoorziening te regelen. Ibbi-Sin stelde groot vertrouwen in hem, en stond dit toe. Dit gaf Ishbi-Irra de gelegenheid in opstand te komen tegen de veel-geplaagde Ibbi-Sin. Toch is er ook een brief waarin Ibbi-Sin hem beschrijft als “een man van Mari met het verstand van een hond”. Ishbi-Irra was daarmee zeker geen Sumeriër. Hij had waarschijnlijk een Amoritische afstamming.
Het uiteenvallen van het Sumerische rijk was hiermee in volle gang en koninkrijken werden gesticht en weer vernietigd volgens de grillen van het slagveld. Ook Malkum en de rest van de provincie Irisaĝrig maakte zich in na Ibbi-Sins vierde jaar onafhankelijk.
Dezelfde instabiliteit gold voor bondgenootschappen. Ishbi-Irra wierp zich op als de verdediger van Sumerië en zijn goden. Er is een brief van hem bewaard gebleven aan Puzur-Shulgi van Kazallu, een van zijn rivalen, waarin hij stelt dat het de god Enlil was die hem het koningschap over Sumer gegeven had. “Waarom bied je verzet?” vraagt hij dreigend en beschrijft hoe hij anders steden verovert en veel buit weghaalt.
Zijn militante beleid had aanzienlijk succes – in 2014 veroverde hij de stad Girtab – en centraal Mesopotamië werd aan hem onderhorig, maar zou nooit het gehele rijk herenigen. In Larsa heerste een andere dynastie en dat bleef zo. Ook de Elamieten maakten van de verwarring gebruik om de stad Ur zelf te bezetten en hevig te plunderen.
Kindattu van Elam verbond zich ook met Zinnum van Shubartu en diens bondgenoten Nippur, Girkal en Kazallu. Zinnum was aanvankelijk in de aanval en versloeg Ishbi-Irra’s bondgenoten en nam Eshnunna, Kish en Borsippa in. In jaar 12 (2006) hield Ishbi-Irra een veldtocht naar het noorden en slaagde erin Zinnum en Kindattu een verpletterende nederlaag toe te brengen. Dit maakte Ishbi-Irra de onbetwiste kampioen van de Sumeriërs in hun verzet tegen de Elamieten, Hurrieten en Amorieten.
Zinnum werd zelf gevangengenomen en Ishbi-Irra zette zijn vazalkoningen op de tronen van Eshnunna, Kish en Bad-Ziabba. De Elamieten waren echter nog lang niet verslagen en er volgde een lange oorlog tegen hen die tot zekere 1987 zou duren. De handelingen in deze oorlog zijn bezongen in een heldendicht “Ishbi-Irra en Kindattu”. Uiteindelijk kon Ishbi-Irra verklaren dat de stad Ur weer veilig was, maar de stad was zo zwaar beschadigd dat Isin het nieuwe machtscentrum werd. 
Hoewel Ishbi-Irra zeker Sumerië voor een totale ondergang behoed heeft, waren zijn overwinningen niet totaal; een aanzienlijk deel van het oude Sumerische rijk was niet onder zijn controle en onder zijn opvolgers zou dat niet meer veranderen.